# Imatra
Imatra (en cirílico ruso,  Иматра ) es una localidad finesa al este del país. Fundada en 1948 en torno a tres establecimientos industriales cerca de la frontera fino-rusa. En 50 años, fue tomando forma urbana alrededor del lago Saimaa, el río Vuoksi y la frontera. Obtuvo el título de localidad en 1971.
A 7 kilómetros de Imatra, se halla el pueblo ruso de Svetogorsk y a 210, la ciudad de San Petersburgo. Helsinki está a 230 kilómetros y el pueblo finlandés más próximo es Lappeenranta a 37.
Casi todos los habitantes trabajan para Stora Enso y la Guardia Finlandesa de Frontera, y es el lugar de nacimiento de los jugadores de la liga nacional de hockey Jussi Markkanen y Petteri Nokelainen.

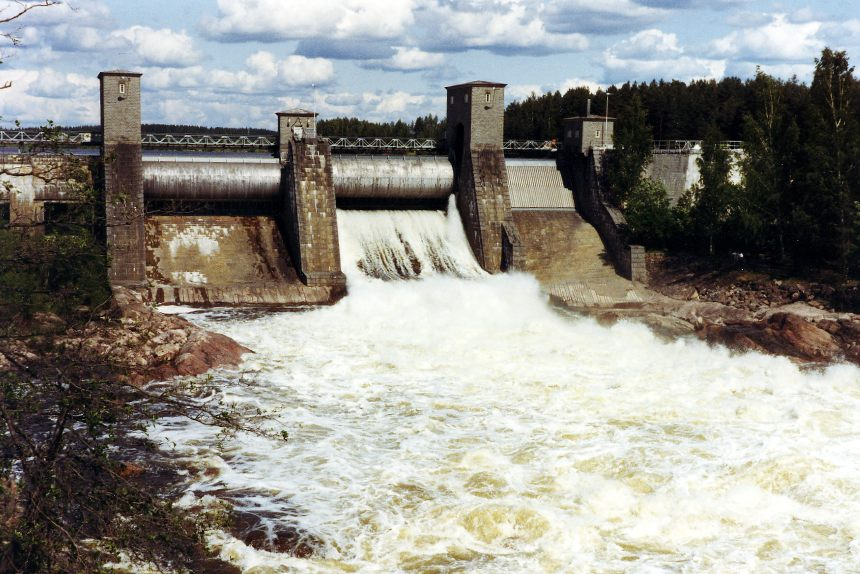
Presa de Imatra.